# Livia (namn)
För andra betydelser, se Livia (olika betydelser).

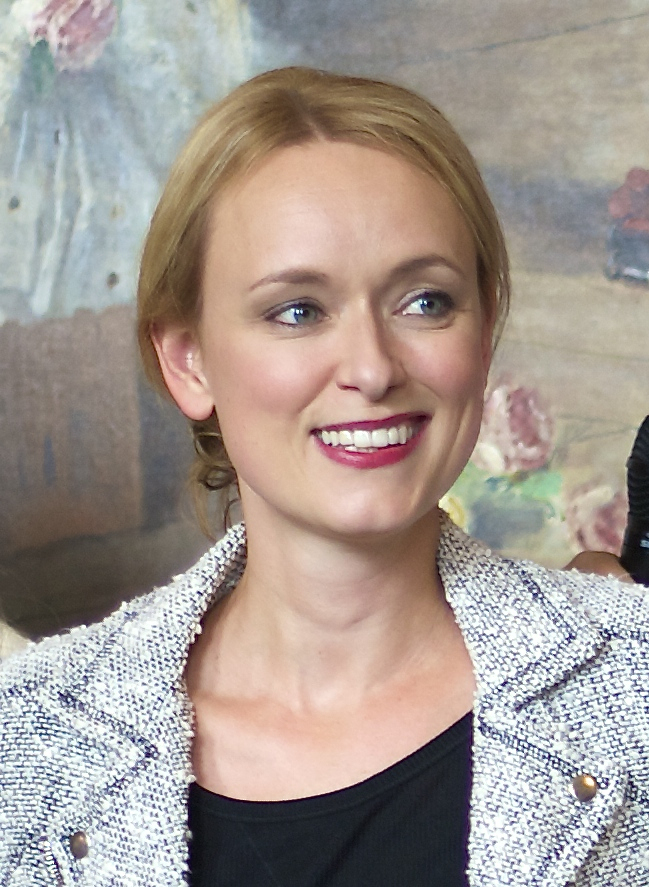
Livia Millhagen, 2024.

Livia är ett kvinnonamn. Det har sitt ursprung i antikens Rom, där det utgör femininformen av släktnamnet Livius.
I den finlandssvenska namnsdagslängden har Livia namnsdag 29 maj sedan 2015.

## Kvinnor med namnet Livia

### Under antiken
- Livia Drusilla, känd som Livia (58 f.Kr.–29 e.Kr.), kejsarinna, hustru till romerske kejsaren Augustus
- Livia Julia, känd som Livilla (13 f.Kr.–31 e.Kr.), syster till romerske kejsaren Claudius
- Livia Orestilla (aktiv på 30-talet e.Kr.), en kort tid gift med romerske kejsaren Caligula

### I nyare tid
- Livia Altmann (född 1994), schweizisk ishockeyspelare
- Livia Millhagen (född 1973), svensk skådespelare
- Lívia Mossóczy (aktiv 1957–1960), ungersk bordtennisspelare
- Livia Zita (född 1984), ungersk sångerska